# Gotartów

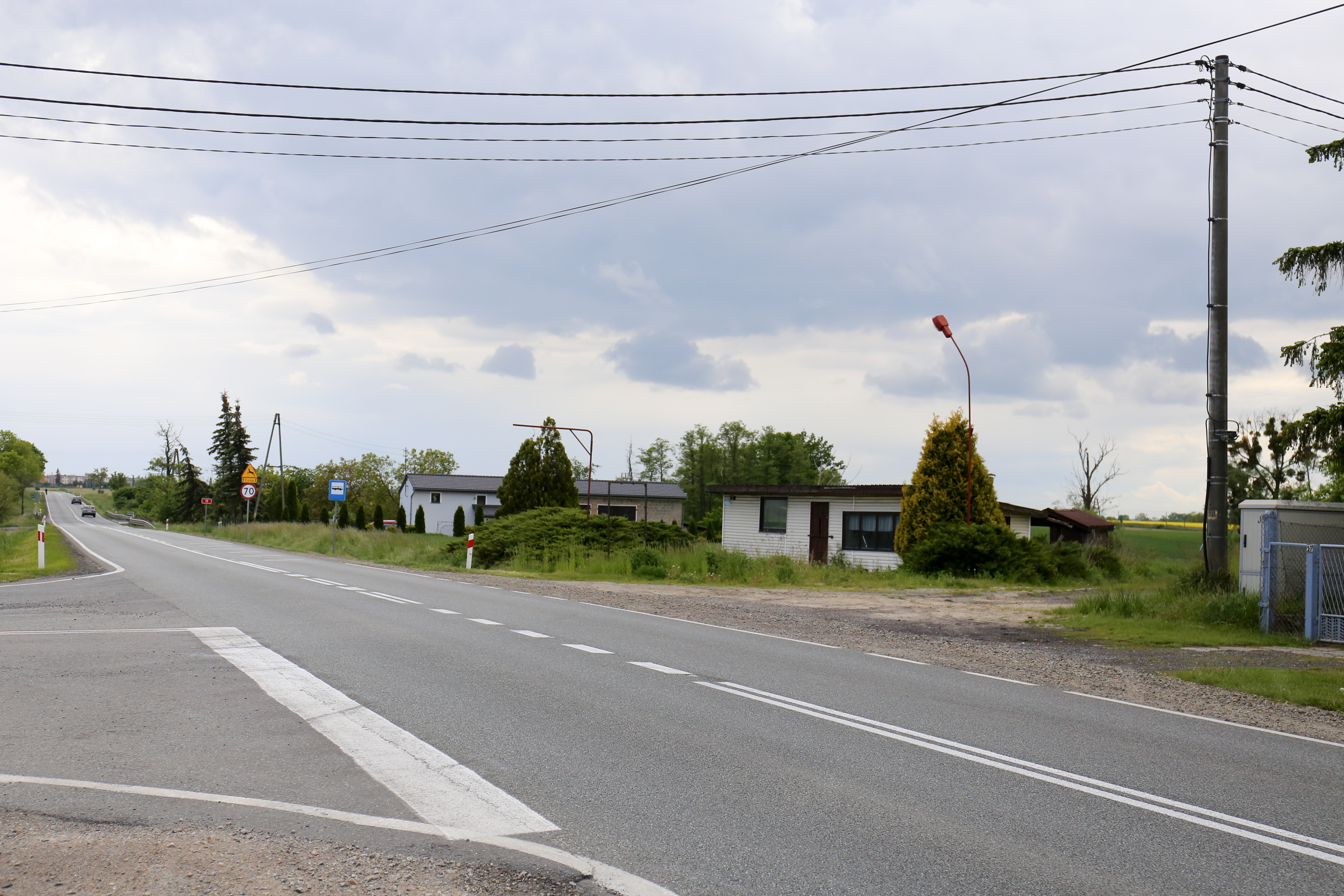
Gotartów

Gotartów (deutsch Gottersdorf) ist ein Ort der Gmina Kluczbork in der Woiwodschaft Opole in Polen.

## Geographie
Gotartów liegt im nordwestlichen Teil Oberschlesiens im Kreuzburger Land. Gotartów liegt rund fünf Kilometer nördlich vom Gemeindesitz Kluczbork und etwa 54 Kilometer nordöstlich der Woiwodschaftshauptstadt Opole (Oppeln).
Gotartów liegt am Potok Kujakowicki (Kunzendorfer Bach). Durch den Ort verläuft die überörtliche Landesstraße Droga krajowa 11. Westlich des Dorfes liegt die Bahnstrecke Kluczbork–Poznań.
Nachbarorte von Gotartów sind im Nordwesten Krzywizna (Schönwald), im Süden Kujakowice Dolne (Nieder Kunzendorf), im Süden der Gemeindesitz Kluczbork (Kreuzburg O.S.) und im Westen Smardy Górne (Ober Schmardt).

## Geschichte
Das Dorf wird 1389 erstmals als Gothartowicz erwähnt. 1406 erfolgte eine Erwähnung als Gotersdorf.
1780 wird in Gottersdorf eine Schule eingerichtet.
1845 befanden sich im Dorf eine Schule sowie weitere 19 Häuser. Im gleichen Jahr lebten in Gottersdorf 186 Menschen, davon 12 katholisch. 1874 wird der Amtsbezirk Kunzendorf gegründet, zu dem Gottersdorf eingegliedert wird.
1933 lebten in Gottersdorf 329, 1939 wiederum 351 Menschen. Bis 1945 gehörte das Dorf zum Landkreis Kreuzburg O.S.
Als Folge des Zweiten Weltkriegs fiel Gottersdorf 1945 wie der größte Teil Schlesiens an Polen. Nachfolgend wurde der Ort in Gotartów umbenannt und der Woiwodschaft Schlesien angeschlossen. 1950 wurde es der Woiwodschaft Opole eingegliedert. 1999 kam der Ort zum neu gegründeten Powiat Kluczborski (Kreis Kreuzburg).

## Sehenswürdigkeiten

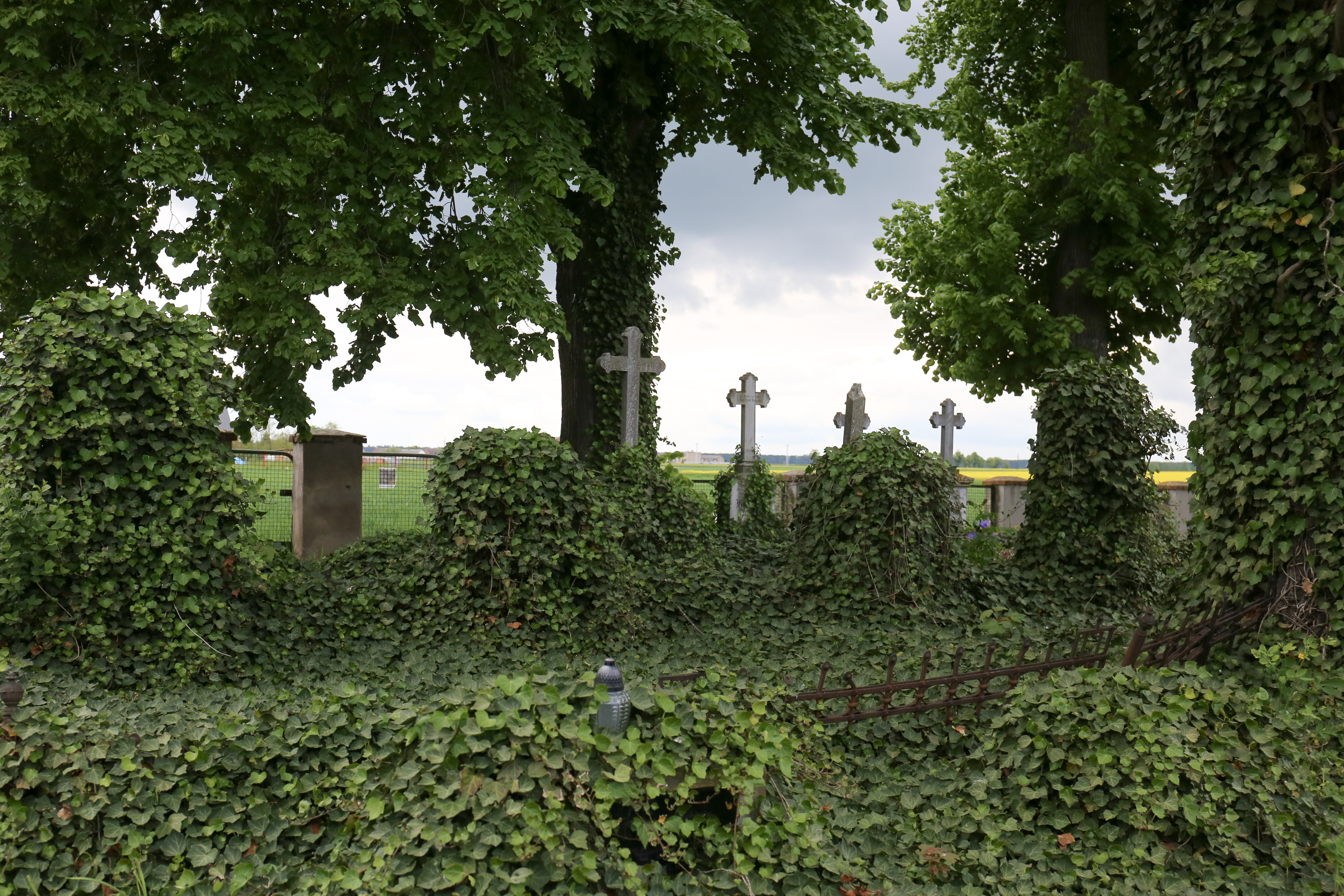
Gräber auf dem Friedhof

- Alter deutscher Friedhof in der ul. 1-go-maja